# Кочнева Ольга Олександрівна
Ольга Олександрівна Кочнева (рос. Ольга Александровна Кочнева; нар. 29 червня 1988 року, Дзержинськ, РРФСР, СРСР) — російська фехтувальниця (шпага), бронзова призерка Олімпійських ігор 2016 року в командній шпазі.

## Виступи на Олімпіадах
| Олімпіада | Дисципліна     | Місце |
| --------- | -------------- | ----- |
| Ріо 2016  | командна шпага | 3     |